# Ydre borggård
En ydre borggård eller ydre gård er den ydre, befæstede indhegning omkring en borg. Det kaldes også en forborg, og den beskytter den indre borggård og indeholder som regel de økonomibygninger, der bruges til at styre borgen eller forsyne dets beboere. Disse bygninger kunne inkludere værksteder, stalde og andre bygninger til husdyr; oplagsbygninger som lader, skure og kornmagasiner, samt beboelsesområde for tjenestefolk, markarbejdere og endda slotsherrer eller fogeder. I mange tilfælde fandtes også et bryggeri, et bageri og et køkken, hvis det sidste ikke var placeret i storsalen eller palas. En ydre borggård blev ofte kaldt en base court i England. Afhængigt af topografien kunne den også omtales som en nedre borggård, idet keepet lå i den øvre borggård eller gård. Chepstow Castle i Wales har nedre, midterste og øvre borggårde.
Boeboelsesbygninger på det kontinentale schloss, ofte en herregård eller et palads, kan også kaldes en ydre gård (tysk: Vorburg). Disse indeholdt ofte et karethus eller et kavalerhus, bygninger som ikke var almindelige i middelalderborge. Store borge har ofte mere end én gård; eksempler inkluderer Monschau og Bürresheim. Ved nogle større borge blev der afholdt markeder i den ydre borggård.
Den ydre borggårde var som regel omgivet og beskyttet af en ringmur og adskilt fra fæstningens egentlige beboelsesområde – den indre gård og keepet – af en grav, en mur og en port.
I lavlandsborge er den ydre borggård som regel anlagt i en halvmåneform omkring hovedborgen. I tilfælde af bakkefæstninger måtte man tage hensyn til terrænets topografi, hvilket betød, at den ydre borggård som regel lå lidt lavere end den indre borggård, deraf de alternative betegnelser "nedre borggård". Rudelsburg i Sachsen-Anhalt er et af de sjældne tilfælde af en bakkefæstning, hvor begge gårde ligger på samme niveau.
I mange tilfælde førte hovedindgangen til borgens indre beboelsesområder gennem den ydre borggård, som dermed fungerede som en slags defensiv buffer og ofte også tjente som tilflugtssted for de landsbyboere, der boede uden for borgsmurene. Dette er årsagen til, at slotskapellet ofte blev placeret i den ydre borggården, så den kunne fungere som kirke for almuen.